# Pacu jawi
Le pacu jawi (en minangkabau « course de taureaux ») est une course de taureaux traditionnelle à Tanah Datar, dans le Sumatra occidental, en Indonésie. En course, un jockey s'accroche à deux taureaux par la queue, tandis que ceux-ci couvrent une distance d'environ 60 à 250 mètres sur une piste boueuse dans une rizière. Bien que cela s'appelle une « course », les attelages de taureaux ne sont pas directement en compétition les uns contre les autres, et aucun vainqueur officiel n'est déclaré. Au lieu de cela, les spectateurs jugent les taureaux en fonction de leur performance (principalement leur vitesse et leur capacité à courir droit), et peuvent acheter des taureaux performants à un prix bien supérieur à leur prix habituel. Les habitants de Tanah Datar, en particulier les Minangkabau des nagaris (en) (villages locaux), perpétuent cette tradition depuis des siècles pour célébrer la fin de la récolte du riz. La course se déroule parallèlement à un festival culturel de village appelé alek pacu jawi. Récemment, il est devenu une attraction touristique soutenue par le gouvernement et le sujet de plusieurs photographies primées.

## Contexte
Le pacu jawi se tient à Tanah Datar, une kabupaten du Sumatra occidental, en Indonésie. Selon la tradition, la course ne peut avoir lieu que depuis un site où est visible le mont Marapi, haut de 2 891 m, réputé être à l'origine du peuple Minangkabau qui peuple le Sumatra occidental. Il est organisé par la population agricole de la région, lorsque les rizières sont vides après la récolte et avant la prochaine plantation. Traditionnellement, l'emplacement de la manifestation tourne entre quatre nagaris (en) de Tanah Datar : Sungai Tarab, Pariangan, Lima Kaum et Rambatan,,. La course a commencé comme un divertissement suivant la récolte et une célébration pour les villageois, qui se déroule depuis des siècles, datant d'avant l'indépendance de l'Indonésie en 1945,. Par le passé, l’événement n’avait lieu que deux fois par an, mais le raccourcissement du cycle de récolte du riz a permis l'organisation plus fréquente de pacu jawi. En 2013, l'un des nagaris l'a accueilli tous les deux mois, chaque édition consistant en quatre événements le mercredi ou le samedi.

## La course

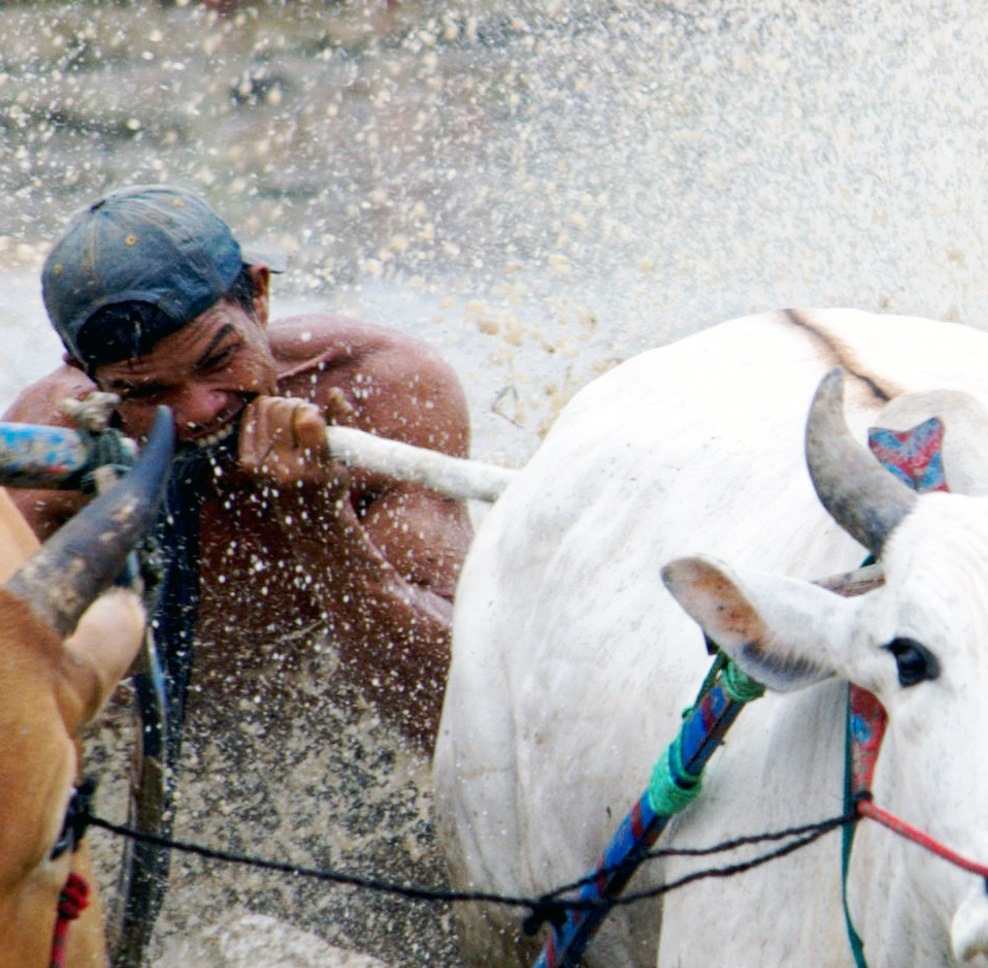
Un jockey mord la queue de l'un de ses taureaux pour le forcer à courir plus vite.

Malgré son nom, pacu jawi, qui veut littéralement dire « course de taureaux » ou « course de vaches » en minangkabau, il ne s'agit pas à proprement parler d'une course ou d'une compétition sportive. Au lieu de cela, chaque participant (un jockey avec une paire de taureaux) tourne à tour de rôle sur la piste. Les animaux sont généralement des taureaux (bovins mâles) âgés de 2 à 13 ans qui sont reliés par une corde à une charrue en bois dans laquelle se trouve le jockey. Ils courent sur une piste boueuse, dans une parcelle vide de rizières qui ont été nettoyées après la récolte,.
La longueur des pistes n'est pas fixe : les témoignages de personnes ayant assisté à différentes courses font état de longueurs très variables : certaines font 60 m, d'autres 100 m ou encore 250 m. La piste peut être recouverte de boue jusqu’à 30 cm. Les taureaux sont entraînés à commencer à courir lorsque la charrue est au sol et que quelqu'un marche dessus. Le jockey contrôle les animaux — sans fouet — et reste debout en s’accrochant à la queue des deux taureaux,. La corde qui relie les animaux étant lâche, les animaux peuvent courir dans des directions différentes ou à des vitesses différentes ; c'est au jockey de les coordonner en tirant ou en mordant leur queue tout en luttant pour rester debout.

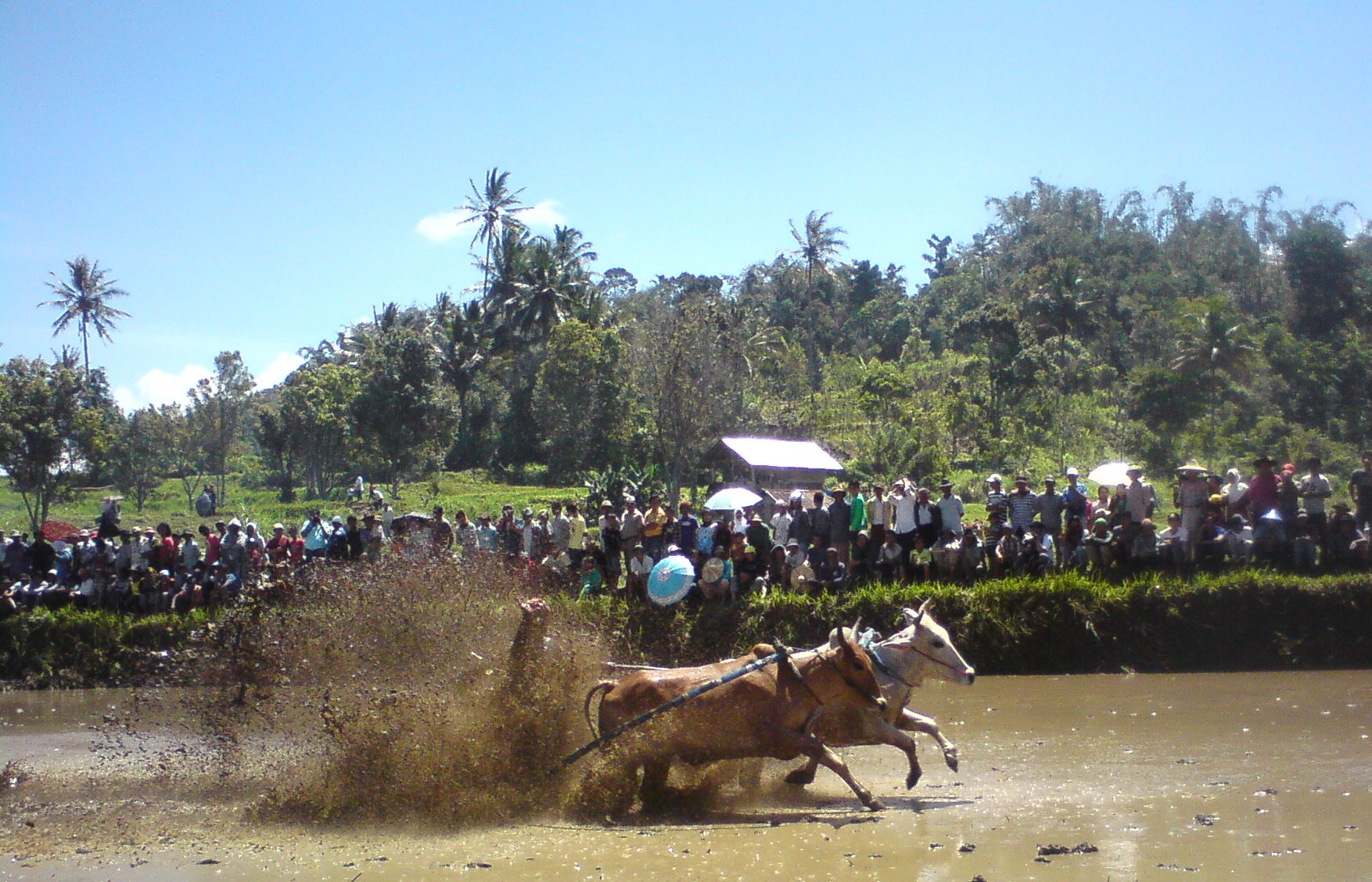
Un attelage passant devant des spectateurs, en 2012.

Les spectateurs, y compris parfois les touristes d'autres pays, regardent la course, généralement à partir d'un terrain sec et plus élevé que la piste. Le comportement inattendu des taureaux fait partie des attraits, ce qui oblige souvent le jockey à tomber ou à effectuer des manœuvres comme mordre la queue d'un taureau pour le faire courir plus vite. La boue éclabousse partout, y compris les spectateurs proches. Les taureaux peuvent également dévier leur course et charger en direction des spectateurs ; les blessures, en particulier chez les jockeys, sont assez courantes.
Aucun vainqueur n’est déclaré, mais les spectateurs jugent les taureaux par leur vitesse, leur force et leur capacité à courir droit sur la piste. Traditionnellement, cette capacité de courir droit est importante car elle a pour but d’apprendre aux gens que ceux qui suivent le droit chemin méritent le plus grand respect et honneur. Posséder une paire de taureaux performants peut être une source de fierté pour la population locale. Les spectateurs peuvent donc acheter ces taureaux à un prix pouvant atteindre 2 à 3 fois leur prix habituel,. Ce profit potentiel est l’une des principales motivations des participants.
Des centaines de bovins peuvent participer lors d'un pacu jawi. L'office du tourisme de Tanah Datar fournit des fonds et des camions pour le transport des animaux pour les participants ne venant pas des nagaris. Avant l'intervention du gouvernement, le bétail parcourait jusqu'à 50 km sans transport, souvent la nuit. Pendant l'épreuve, les bovins qui ne courent pas lors d'une course sont gardés dans une zone séparée, souvent près de la ligne d'arrivée ; on dit que leur présence encourage les taureaux de course à courir plus vite pour rejoindre le troupeau.

## Le festival et son attrait touristique
La course se déroule parallèlement à une fête de village (en minangkabau : alek nagari) appelée alek pacu jawi (« fête des courses de taureaux »),. Au fil des ans, les festivités ont inclus des reconstitutions historiques du bétail vêtu de suntiang (en) (une coiffe traditionnelle minangkabau), des interprétations de musiques traditionnelles telles que gendang tasa et talempong pacik, tari piring (en), une foire et des jeux traditionnels tels que le pinang de panjat (mât de cocagne) et un concours de cerfs-volants. Avant la participation du gouvernement, tous les coûts étaient pris en charge par les villageois. À présent, l'Office du tourisme de Tanah Datar fournit des fonds.
Le pacu jawi attire des photographes nationaux et internationaux, dont certains ont été primés pour leurs photos du festival. Les facteurs esthétiques associés à l'événement incluent son action dramatique à grande vitesse, ses éclaboussures de boue, ainsi que l'expression faciale et la posture distinctive du jockey. En plus de cette attraction, Tanah Datar est connue pour ses vues naturelles, notamment le mont Marapi, ses collines, sa végétation tropicale verte et ses rizières. Pour prendre de bonnes photos, les photographes doivent souvent être plus proches de la piste que de la zone réservée aux spectateurs. Ils risquent de se faire tremper de boue et doivent faire attention à ne pas se faire charger par les taureaux. Parmi les prix remportés par des photographies sur le pacu jawi, citons le World Press Photo of the Year, Hamdan International Photography Award (en) et le Photographe avec appareil photo numérique du Daily Telegraph de l'année.

### Filmographie
- (id) Pacu Jawi : alek nagari di tanah datar Provinsi Sumatera Barat, Padang (Indonésie) : Dinas Budaprora Tanah Datar, 2007 (OCLC 1013823656)DVD : Publication gouvernementale provinciale d'Indonésie. Documentaire sur le Pacu jawi.